# Château Carbonnieux

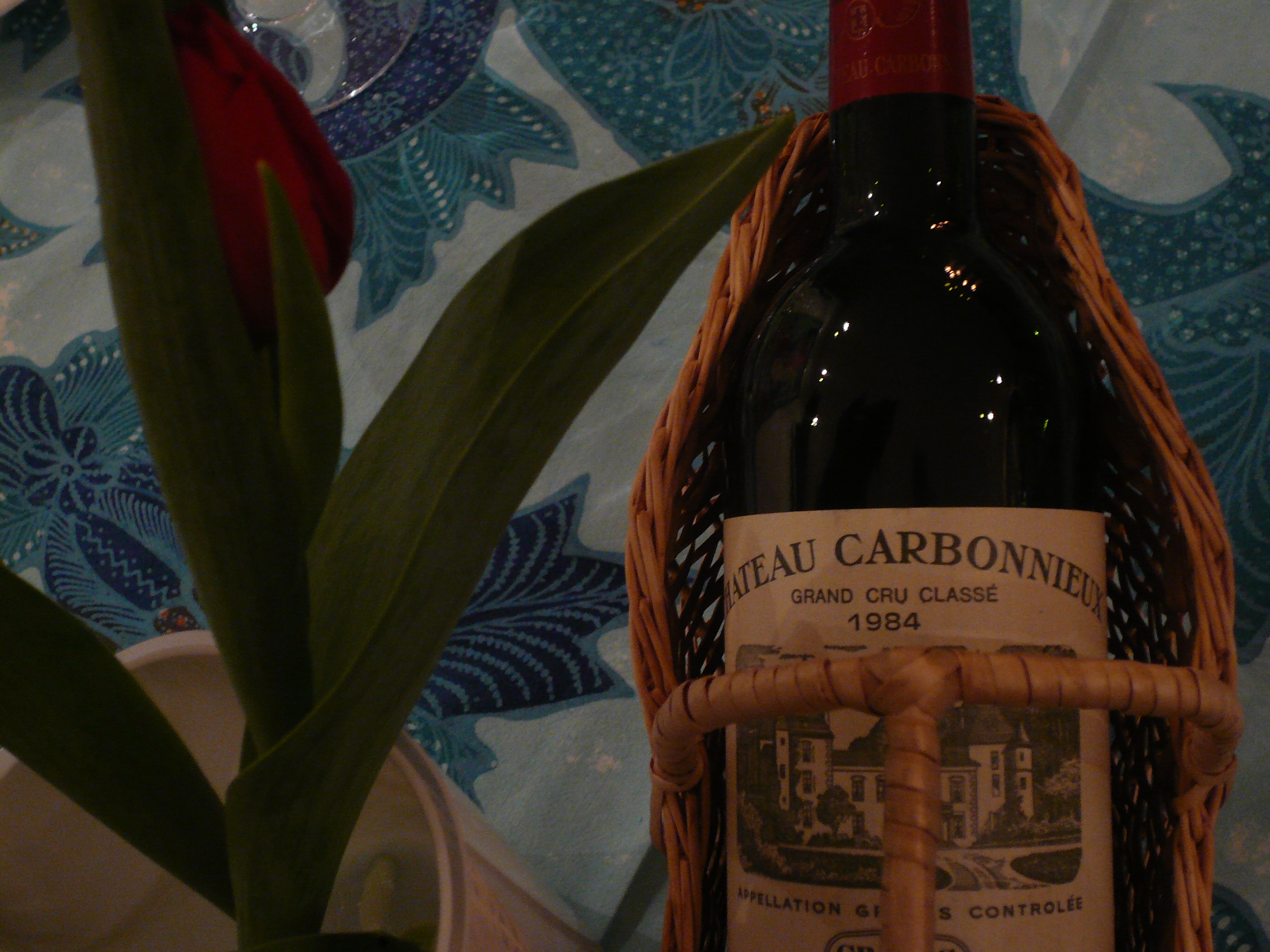
Pintura de un vino de Château Carbonnieux en una cesta por Lars Plougmann el 28 de noviembre de 2008.

Château Carbonnieux es una finca productora de vino en la región vinícola de Burdeos en Francia y, dentro de ella, en la comarca Pessac-Léognan de Graves. La finca fue una de las primeras fincas incluidas en la Clasificación del vino de Graves y se conoce por su producción de vino tinto y de vino blanco.